# Jakub Brabec
Jakub Brabec, né le 6 août 1992 à Prague en Tchécoslovaquie, est un footballeur international tchèque, qui évolue au poste de défenseur au Aris Salonique.

## Biographie

### Carrière en club
Avec le club du Sparta Prague, Jakub Brabec dispute deux matchs en Ligue des champions, et 18 matchs en Ligue Europa, pour 4 buts inscrits.

### Carrière internationale
Jakub Brabec est finaliste du championnat d'Europe des moins de 19 ans 2011 en Roumanie avec l'équipe de Tchéquie des moins de 19 ans.
Il est convoqué pour la première fois en équipe de Tchéquie par le sélectionneur national Pavel Vrba, pour un match amical contre la Suède le 29 mars 2016. Lors de ce match, Jakub Brabec entre à la 59e minute de la rencontre, à la place de Tomáš Sivok. Le match se solde par un match nul de 1-1.
Il compte trois sélections avec l'équipe de République tchèque depuis 2016,.

## Palmarès
- Avec le Sparta Prague
  - Champion de Tchéquie en 2014
  - Vainqueur de la Coupe de Tchéquie en 2014
  - Vainqueur de la Supercoupe de Tchéquie en 2014